# سیارک ۷۲۹۲
سیارک ۷۲۹۲ (به انگلیسی: 7292 Prosperin، نام‌گذاری: 1992EM7) هفت هزار و دویست و نود و دومین سیارک کشف شده‌است که در ۱ مارس ۱۹۹۲ کشف شد.
قدر مطلق سیارک برابر ۲۴.۵ است.